# Domingo Moriones i Murillo
Domingo Moriones i Murillo (Leache, Navarra, 20 de desembre de 1823 - Madrid, Castella, 4 de gener de 1881) fou un militar espanyol.

## Biografia
El 1836 ingressà a l'exèrcit com a cadet en el regiment de llancers de Maria Cristina, i sortí a operacions només començar la guerra carlista, va prendre part en 39 accions, quan li fou conferit el grau d'alferes de cavalleria el 15 de setembre de 1838. Formant part de l'exèrcit del general Baldomero Espartero, participà en la presa de Segura, on guanyà el grau de tinent; en la de Castellote en el segon setge i presa de Morella, el setge de Berga i en altres accions.
Acabada la guerra continuà perseguint als bandolers que vaguejaven per les muntanyes d'Aragó i Catalunya, sent notable el valor i valentia que demostrà en aquests fets. A conseqüència de la revolta de Sevilla de 1849 es veié obligat a emigrar, sent-li concedit el retir l'abril de 1857. El 1860 tornà, per gràcia especial, al servei actiu. Retirant-se de bell novament tres anys més tard. Al triomfar la revolució, el Govern provisional l'ascendí de tinent coronel retirat a general de brigada en actiu, anomenant-se'l comandant general de Navarra, aconseguint abans de l'any al grau de mariscal de camp pels seus serveis a la causa de la llibertat i com a premi a les persecucions i desterraments que havia sofert des de 1849 fins als dies de la Revolució.
El maig de 1872, trobant-se al cap d'una divisió de l'exèrcit del Francisco Serrano Domínguez, encapçala-la la famosa acció d'Oroquieta, derrotant els carlistes, al front dels quals si trobava el mateix Carles, per aquest fet d’'armes fou ascendit a tinent general pel Govern d'Amadeu I, sent més tard, el 1875, premiat per Alfons XII amb el títol de marquès d'Oroquieta. Per Reial Decret del 7 de gener de 1873 fou nomenat general en cap de l'exèrcit del Nord, cessant en aquest càrrec el 13 de febrer del mateix anys, per haver-se proclamat la República, que anomenà al general Pavía per a substituir-lo, tornant a ésser anomenat per aquest mateix comandament, encara que amb caràcter interí, el 13 de setembre del mateix any.
Es feu càrrec del comandament a Vitòria, i amb un exèrcit que pujaria a uns 12.000 homes, travessà tot el país en què dominaven els insurrectes, presentant-se el 22 del mateix més davant Tortosa assetjada pels carlistes; el 6 d’octubre dirigí l'acció de Santa Bàrbara de Mañeru i munts de Quirquillano: el 7, 8 i 9 va vèncer a Montejurra; a principis de desembre després d'una perillosa marxa, aconseguí arribar a Tortosa que es trobava en una angoixosa situació:
A finals del gener i principis de febrer de 1874 prengué la vila de Laguardia, i els dies 24 i 25 d'aquest últim mes dirigí les accions que tingueren lloc en la vall de Somorrostro, i, malgrat d'haver fet present el Govern les poques forces amb què comptava, es va veure obligat a entaular un fort combat contra forces superiors, ben atrinxerades a San Pedro Abanto, i com que no aconseguí trencar la línia carlista, sol·licità el relleu, sent-li admesa la dimissió el 17 de març. En aquestes va tenir a les seves ordres el militar català Guiu i Martí.
A conseqüència del desastre ocorregut en els munts d'Estella el 29 de juny, on va tenir lloc la mort del general Manuel de la Concha, fou nomenat cap dels cossos d'exèrcit que tenien d'operar sota el comandament de Zabala, dirigint l'11 d'agost la batalla d'Oteiza que acabà amb la presa del pobla després d'una forta lluita. A principis de 1875 prengué part en les operacions que tingueren efecte per aixecar el bloqueig de Pamplona, i seguí en l'exèrcit del Nord fins a acabar-se la guerra.
El 1877 marxà Filipines amb el càrrec de capità general, i durant els tres anys que va romandre en les illes donà proves dels seus dots de comandament i condicions de governant, i morí al cap de pocs mesos d'haver tornat a Espanya, quan es disposava a prendre part activa en la política, doncs preparava la seva elecció a diputat per un districte d'Aragó, on gaudia de grans simpaties, sent soterrat en el seu poble adoptiu, Ejea de los Caballeros (Saragossa).